# Schmitajahr

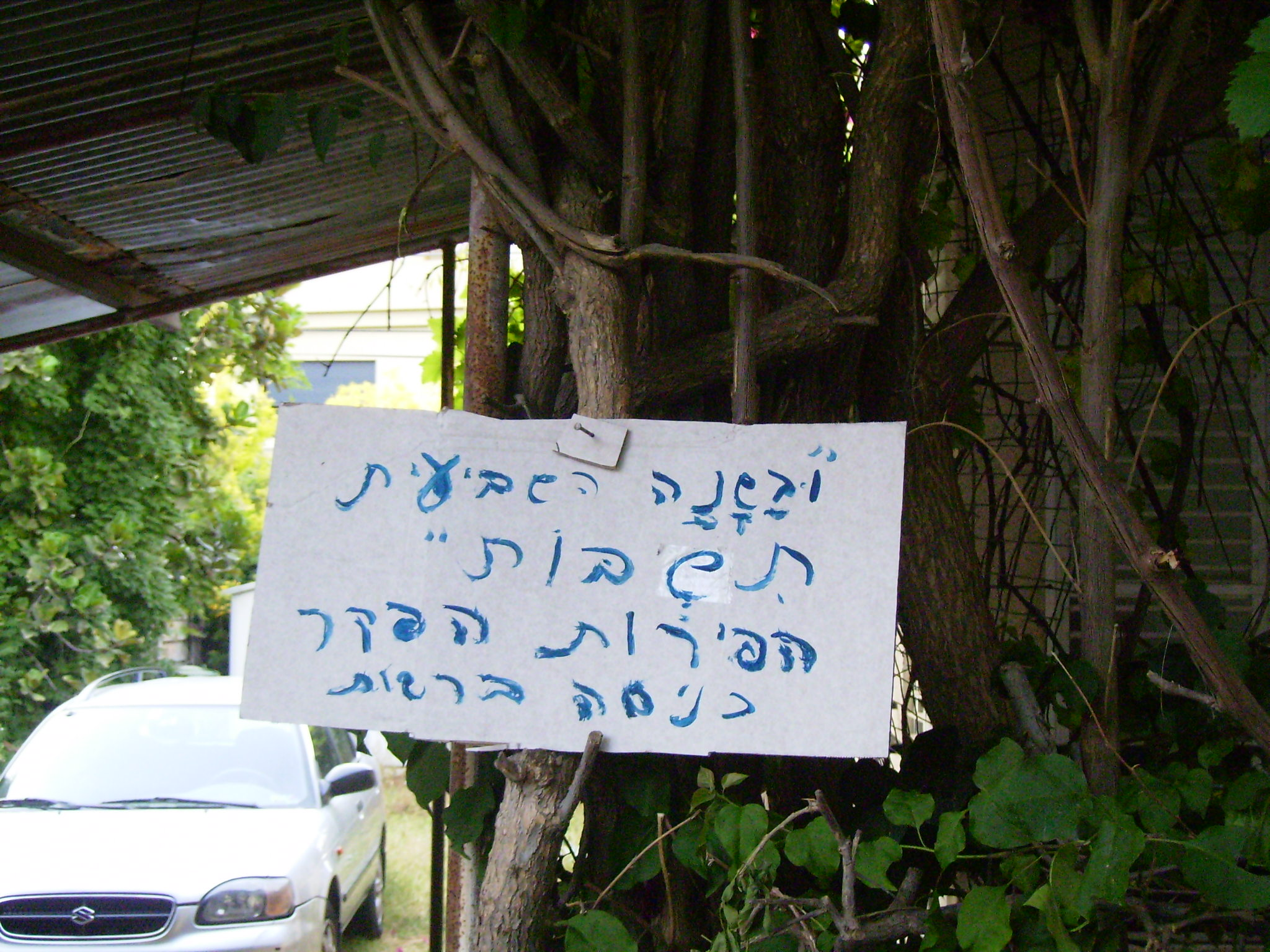
Ein Bewohner von Cholon, Israel, deklariert die Früchte auf den Bäumen in seinem Hinterhof als (verlassenes Eigentum) anlässlich des Schnat schmita

Ein Schmitajahr (hebräisch שמיטה Schmita, שנת שמיטה Schnat schmita und שבתון Schabbaton) oder Schabbatjahr (eingedeutscht Sabbatjahr) ist gemäß der Tora ein Ruhejahr für das Ackerland in Israel. Davon abgeleitet ist das Konzept des Sabbatical.

## Biblische Grundlegung
Nach 6 Jahren Bebauung wird das Land – in Analogie zum Schabbat als Ruhetag – ein Jahr brach liegen gelassen (Ex 23,10–11 ; Lev 25,1–7 ):

„10 Sechs Jahre kannst du in deinem Land säen und die Ernte einbringen; 11 im siebten sollst du es brach liegen lassen und nicht bestellen. Die Armen in deinem Volk sollen davon essen, den Rest mögen die Tiere des Feldes fressen. Das Gleiche sollst du mit deinem Weinberg und deinen Ölbäumen tun.“

Für diese Zeit kann das Gelände (Acker, Plantage) als Hefker (הֶפְקֵר), als vorübergehend „verlassenes Eigentum“, gekennzeichnet werden, dessen Früchte für jedermann zugänglich sind.
Damit das Schmitajahr durchgeführt werden kann, gibt Gott Vorsorge (Lev 25,20–22 ):

„20 Und wenn ihr sagt: Was sollen wir im siebten Jahr essen? – siehe, wir säen nicht, und unsern Ertrag sammeln wir nicht ein – :21 Ich werde im sechsten Jahr meinen Segen für euch aufbieten, dass es den Ertrag für drei Jahre bringt. 22 Und wenn ihr im achten Jahr sät, werdet ihr ⟨noch⟩ altes ⟨Getreide⟩ vom Ertrag ⟨des sechsten Jahres⟩ essen. Bis ins neunte Jahr, bis sein Ertrag einkommt, werdet ihr altes ⟨Getreide⟩ essen.“

Weitergehend gibt es im Deuteronomium die Bestimmung, im Schmitajahr die Schulden zu streichen und Schuldknechte freizulassen (Dtn 15,1–2 ):

„1 In jedem siebten Jahr sollst du die Ackerbrache einhalten. 2 Und so lautet eine Bestimmung für die Brache: Jeder Gläubiger soll den Teil seines Vermögens, den er einem andern unter Personalhaftung als Darlehen gegeben hat, brachliegen lassen. Er soll gegen den andern, falls dieser sein Bruder ist, nicht mit Zwang vorgehen; denn er hat die Brache für den Herrn verkündet.“

Das Schmitajahr wird als „eine Weiterung des Grundgedankens des Schabbatgebots“ angesehen, dessen Sinn sei, „nicht das Letzte herauszuholen – aus den Ressourcen der Erde nicht, aus dem Kapital nicht, aus der Arbeitskraft der Anderen nicht und aus der eigenen auch nicht.“
Nach Lev 25,8–34  folgt auf sieben Schmitajahre ein „Jubeljahr“ (hebräisch שנת היובל Schnat haJobel, Erlassjahr, Halljahr).

## Geschichte
Europäische Exegeten nahmen lange Zeit an, dass das Schmitajahr nicht praktiziert wurde. Heute geht man vom Gegenteil aus. Durch Flavius Josephus sind die folgenden Jahre als tatsächlich gehaltene Schmitajahre bezeugt: 164/163 v. Chr., 38/37 v. Chr., 68/69 n. Chr. Das Gebot wird heute noch von orthodoxen Juden beachtet.
Diese Regelung führte dazu, dass vor dem Erlassjahr kaum Kredite gewährt wurden. Um die Zeitenwende erlaubte deshalb der berühmte Schriftgelehrte Hillel bei Schuldverträgen eine Klausel anzuhängen, die das Eintreiben der Schuld zu jeder Zeit gestattete, also auch nach Ablauf der sieben Jahre („Hillels Prosbul“). Dies sollte zur Herstellung einer sozial gerechteren Ordnung dienen.

## Daten
Das Jahr 5782 (7. September 2021 bis 25. September 2022) war das letzte Schmita- bzw. Schabbatjahr. Auch wenn die Teilbarkeit der jüdischen Jahreszahl durch 7 ohne Rest einen Beginn im Ursprungsjahr des jüdischen Kalenders nahelegt, so geht die heutige Zählung doch auf das Jahr 3829 (68–69 n. Chr.) zurück. Das Jahr nach der Zerstörung des zweiten Tempels war das erste Jahr eines siebenjährigen Schabbatzyklus.
Das nächste Schmitajahr ist das Jahr 5789 nach der Schöpfung, das vom 21. September 2028 bis zum 9. September 2029 dauert.

## Unverständnis im römischen Umfeld
Tacitus hatte nicht viel für die Institution des Schmitajahres übrig: „septimum quoque annum ignaviae datum“. In seinen Augen war das siebte Jahr der Faulheit gewidmet, wie er auch der Institution des Schabbats ablehnend gegenüberstand und ihn als Zeichen der Faulheit und Trägheit der Juden deutete (Historien 5,4,2).